# Erie Panthers
Erie Panthers byl profesionální americký klub ledního hokeje, který sídlil v pensylvánském městě Erie. V letech 1988–1996 působil v profesionální soutěži East Coast Hockey League. Panthers ve své poslední sezóně v ECHL skončily v základní části. Své domácí zápasy odehrával v hale Erie Insurance Arena s kapacitou 6 833 diváků. Klubové barvy byly černá, šedá a bílá.
Zanikl v roce 1996 přestěhováním do Baton Rouge, kde byl založen tým Baton Rouge Kingfish.

## Přehled ligové účasti
Zdroj: 
- 1988–1990: East Coast Hockey League
- 1990–1991: East Coast Hockey League (Východní divize)
- 1991–1993: East Coast Hockey League (Západní divize)
- 1993–1996: East Coast Hockey League (Severní divize)